# Montes Gaoligong
Los montes Gaoligong (en chino simplificado, 高黎贡山; pinyin, Gāolígòng Shān) son una sierra montañosa dentro de la cordillera de la montañas Hengduan meridionales, ubicadas en las tierras altas de Yunnan occidental y que están a caballo en la frontera entre el sudoeste de China y el norte de Myanmar (Birmania).

## Geografía

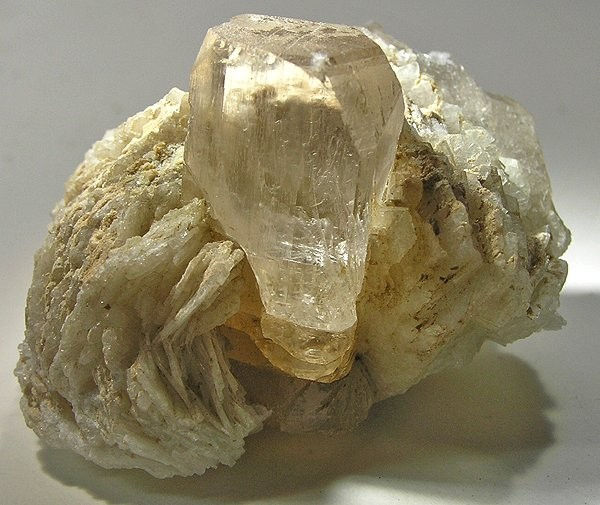
Topacio, Albite de los montes Gaoligong

Los montes Gaoligong se encuentran a lo largo de la orilla occidental del Valle del Nujiang desde el condado de Gongshan hasta la prefectura de Dehong, una distancia de aproximadamente 500 km. Es la divisoria de las cuencas del Nujiang (río Salween) y el río Irrawaddy. El pico principal es el Ga her (嘎普), de 5128 m s. n. m.
Las montañas contienen parte de la ecorregión bosques mixtos y de coníferas alpinas de la garganta Nujiang Langcang.

## Reserva natural nacional de Gaoligongshan
La Reserva natural nacional de Gaoligongshan está formada por tres áreas diferentes.
Una parte se encuentra en el centro-sur de la cordillera y se extiende por una superficie de 120.000 ha. Con alrededor de 9 km de ancho, alcanza más de aproximadamente 135 km de norte a sur — cruzando partes del condado de Lushui, la ciudad de Baoshan y el condado de Tengchong.
Otra gran parte de la reserva es la zona de Dulongjian, al oeste de Gongshan, y hogar del pueblo derung.
El pico más alto dentro de la reserva es el Wona, con 3.916 m s. n. m. de alto.
Historia de la conservación
En 1983, se estableció esta reserva natural nacional, y en 1992, el World Wildlife Fund, lo designó con el grado A de protección. En 2000, la UNESCO lo aceptó como reserva de la biosfera.
La reserva es parte de la zona protegida Tres ríos paralelos de Yunnan, establecida en 2003, y como tal un lugar Patrimonio de la Humanidad declarado por la UNESCO.